# Chester (Texas)
Chester é uma cidade  localizada no estado norte-americano de Texas, no Condado de Tyler.

## Demografia
Segundo o censo norte-americano de 2000, a sua população era de 265 habitantes.
Em 2006, foi estimada uma população de 261, um decréscimo de 4 (-1.5%).

## Geografia
De acordo com o United States Census Bureau tem uma área de
4,1 km², dos quais 4,1 km² cobertos por terra e 0,0 km² cobertos por água.

## Localidades na vizinhança
O diagrama seguinte representa as localidades num raio de 32 km ao redor de Chester.